# Okręg wyborczy Gainsborough
Okręg wyborczy Gainsborough powstał w 1885 r. i wysyła do brytyjskiej Izby Gmin jednego deputowanego. Okręg obejmuje miasto Gainsborough w hrabstwie Lincolnshire.

## Deputowani do brytyjskiej Izby Gmin z okręgu Gainsborough
- 1885–1886: Joseph Bennett
- 1886–1892: Henry Eyre
- 1892–1895: Joseph Bennett
- 1895–1900: Emerson Bainbridge
- 1900–1906: Seymour Ormsby-Gore
- 1906–1910: Alexander Renton, Partia Liberalna, od 1907 r. Partia Konserwatywna
- 1910–1918: George Bentham
- 1 918–1923: John Molson, Partia Konserwatywna
- 1923–1924: Richard Winfrey, Partia Liberalna
- 1924–1956: Harry Crookshank, Partia Konserwatywna
- 1956–1983: Marcus Kimball, Partia Konserwatywna
- 1983-1997: Okręg zniesiony
- 1997– : Edward Leigh, Partia Konserwatywna